# Ankarberg
Ankarberg är ett svenskt efternamn, som i september 2024 bars av 181 personer folkbokförda i Sverige. 

## Personer med efternamnet Ankarberg
- Acko Ankarberg Johansson (född 1964), svensk politiker
- Curt Ankarberg (född 1936), svensk körledare, generalsekreterare och begravningsentreprenör
- Pelle Ankarberg (född 1973), artist och låtskrivare